# Кто пасётся на лугу?
«Кто пасётся на лугу?» — советский короткометражный рисованный мультфильм 1973 года. Подзаголовок: Песенка-загадка.
Второй из четырёх сюжетов мультипликационного альманаха «Весёлая карусель» № 5.

## Сюжет
Мультфильм снят по детской песенке: музыка — А. Пахмутовой, слова — Ю. Черных
Отрывок из песенки:

— Далеко, далеко
На лугу пасутся ко…
— Кони?
— Нет, не кони!
— Далеко, далеко
На лугу пасутся ко…
— Козы?
— Нет, не козы!
— Далеко, далеко
На лугу пасутся ко…
— А, коровы!
— Правильно, коровы!
Пейте, дети, молоко —
Будете здоровы!
Пейте, дети, молоко —
Будете здоровы!

Исполняет: Большой детский хор, солистка: Аня Юртаева

## Съёмочная группа
| режиссёр и художник | Галина Баринова                  |
| оператор            | Михаил Друян                     |
| композитор          | Александра Пахмутова             |
| текст песни         | Юрий Черных                      |
| песню исполняли     | Аня Юртаева, Большой детский хор |